# Lohengrin
Lohengrin ist eine romantische Oper in drei Akten des deutschen Komponisten Richard Wagner. Sie spielt vor einem historischen Hintergrund (Brabant in der ersten Hälfte des 10. Jahrhunderts). Die Uraufführung fand am 28. August 1850 im Großherzoglichen Hoftheater in Weimar unter der Leitung von Franz Liszt statt, die Titelpartie sang Karl Beck. Das vom Komponisten verfasste Libretto basiert auf dem Sagenkreis um Lohengrin und Elsa, der in verschiedenen Fassungen überliefert ist. Die meisten Übereinstimmungen bestehen zur 536. der Deutschen Sagen der Brüder Grimm (Lohengrin zu Brabant) sowie zur Prosa-Nacherzählung in C.T.L. Lucas Ueber den Krieg von Wartburg (1838).

## Literarische Vorlagen
Die literarische Figur des Loherangrin taucht im letzten Kapitel des mittelalterlichen Versepos Parzival Wolframs von Eschenbach als Seitenfigur auf. Der Gralsritter Loherangrin, Sohn des Gralskönigs Parzival, wird auf einem Schwan der Herzogin von Brabant als Helfer und Beschützer gesandt. Als Bedingung für seine Hilfe darf sie ihn niemals nach seinem Namen fragen. Als sie sein Verbot bricht, muss er sie verlassen. Wagner griff die Figur auf und baute das Frageverbot zum Kern einer Geschichte aus, die das Verhältnis zwischen göttlicher Sphäre und irdischem Jammertal und zwischen frühmittelalterlichem Christentum und germanischer Götterwelt darstellt. Gleichzeitig versuchte Wagner, Elemente der griechischen Tragödie in die Handlung einzuflechten. Er schrieb dazu in den Mitteilungen an meine Freunde über seinen Lohengrin-Plan:
Wer kennt nicht „Zeus und Semele“? Der Gott liebt ein menschliches Weib und naht sich ihr in menschlicher Gestalt. Die Liebende erfährt aber, daß sie den Geliebten nicht nach seiner Wirklichkeit erkenne, und verlangt nun, der Gatte solle sich ihr, in der vollen sinnlichen Erscheinung seines Wesens, kundgeben. Zeus weiß, daß sein wirklicher Anblick sie vernichten muß. Er selber leidet unter diesem Bewußtsein, unter dem Zwange, das Verlangen der Liebenden erfüllen zu müssen und sie damit zu verderben. Er vollzieht sein eigenes Todesurteil, wenn der Glanz seiner göttlichen Erscheinung die Geliebte vernichtet. Ist der Mensch, der nach dem Gott sich sehnt, nicht vernichtet?

## Komposition
Mit Lohengrin schuf Wagner die neue Opernform des durchkomponierten Musikdramas. Die Komposition ist nicht in einzelne Nummern aufgeteilt, sondern wird ohne Unterbrechung aktweise durchgespielt. Wagner setzt sich damit von der herkömmlichen Struktur der Nummernoper mit Arien, Rezitativen und Chorpartien ab. Trotzdem sind auch in Lohengrin noch große arien- oder ensembleartige Fragmente erhalten, so zum Beispiel Elsas Traumerzählung und Lohengrins Gralserzählung, die immer noch an die Form der klassischen Soloarie erinnern.
Um das Seelenleben der Bühnenfiguren in eindeutig lesbare musikalische Motive umsetzen zu können, wandte Wagner in Lohengrin Leitmotive an (z. B. das Grals- und das Frageverbot-Motiv).

## Handlung

### Vorspiel und Erster Aufzug
Das Vorspiel stellt die Aura des Grals dar. Die Musik beginnt mit leisen, hohen, sphärischen Streicherklängen, schwillt bis zu einem mächtigen Höhepunkt an und verschwindet wieder in sphärischem pianissimo. Friedrich Nietzsche schrieb: „Im Lohengrin giebt es viele blaue Musik. Wagner kennt die opiatischen und narkotischen Wirkungen und braucht sie gegen die ihm gut bewußte nervöse Zerfahrenheit seiner musikalischen Erfindungskraft.“
Zu Beginn des ersten Aufzugs sitzt Heinrich der Vogler auf einer Aue am Ufer der Schelde unter einer Gerichtseiche, um Heerschau und Gerichtstag im Fürstentum Brabant zu halten. Er teilt seine Absicht mit, für einen Krieg gegen die Ungarn ein Heer zu sammeln, an dem sich auch Brabant mit Soldaten beteiligen soll.
„Ob Ost, ob West, das gelte allen gleich.

Was deutsches Land ist, stelle Kampfesscharen.

Dann schmäht wohl niemand mehr das deutsche Reich.“
Außerdem habe er erfahren, dass ein Streit um die Erbfolge im Herrscherhaus entbrannt sei. Er ruft daher Friedrich von Telramund zur Aussage vor Gericht. Dieser ist der Erzieher Elsas und Gottfrieds, der Kinder des verstorbenen Herzogs von Brabant. Telramund sagt aus, Gottfried sei auf einem Spaziergang mit seiner Schwester im Wald verschwunden. Er klage sie daher des Brudermordes an, obwohl sie ihm eigentlich als Braut versprochen war. Er selbst habe Ortrud, die letzte Nachfahrin des Friesenfürsten Radbod, geheiratet. Daher beanspruche er zusätzlich die Fürstenwürde von Brabant:
„Dies Land doch sprech’ ich für mich an mit Recht,

da ich der Nächste von des Herzogs Blut.

Mein Weib dazu aus dem Geschlecht,

das einst auch diesen Landen seine Fürsten gab.“
Vom König zur Tat befragt, sagt Elsa nur „Mein armer Bruder“. Sie erklärt, dass ihr im Traum ein Ritter erschienen sei, der sie schützen und verteidigen werde (Elsas Traumerzählung: „Einsam in trüben Tagen“).
König Heinrich ordnet einen Gerichtskampf als Gottesurteil an. Die Situation Elsas verschärft sich, indem die brabantischen Ritter sich weigern, gegen Telramund zu kämpfen („Wir streiten nur für dich“). Auf die Frage, wer sie im Kampf vertreten soll, sagt Elsa, ihr werde der gottgesandte Streiter zur Seite stehen, den sie im Traum gesehen habe.
Auf den königlichen Aufruf der Streiter meldet sich zunächst kein Kämpfer für Elsa. Erst als sie selbst betet, erscheint ein Boot, das von einem Schwan gezogen wird. Darauf steht ein fremder Ritter in heller Rüstung. Dieser will nicht nur für Elsa streiten, sondern hält zugleich um ihre Hand an. Beides ist jedoch mit einer Bedingung verknüpft:
„Nie sollst du mich befragen,

noch Wissens Sorge tragen,

woher ich kam der Fahrt,

noch wie mein Nam’ und Art.“
Den Versammelten verkündet der Ritter, dass Elsa von Brabant schuldlos sei. Es kommt zum Zweikampf, in dem der Unbekannte den Grafen von Telramund besiegt. Der Fremde verzichtet darauf, Telramund zu töten („Durch Gottes Sieg ist jetzt dein Leben mein – ich schenk’ es dir, mögst du der Reu’ es weih’n“). Unter allgemeinem Jubel sinkt Elsa ihrem Retter in die Arme.

### Zweiter Aufzug
Es dämmert der Tag nach dem Zweikampf. Vor dem Palast beklagt Graf Friedrich von Telramund den Verlust seiner Ehre und bezichtigt seine Gattin, ihn zur Falschaussage gegen Elsa verführt zu haben. Ortrud zeiht ihn der Feigheit gegenüber dem fremden Ritter, in dem sie keineswegs einen von Gott gesandten Helden erblickt, sondern ein Wesen, „das durch Zauber stark“. Den widerstrebenden Telramund („Du wilde Seherin, wie willst du doch geheimnisvoll den Geist mir neu berücken“) überzeugt Ortrud davon, dass ihm Unrecht getan wurde und der Fremde den Zweikampf nur mit Hilfe eines Zaubers habe gewinnen können. Die beiden beschließen, Elsa zu verleiten, ihrem Helden die verbotene Frage nach „Nam’ und Art“ zu stellen. Für den Fall, dass dies missglücke, rät Ortrud zur Anwendung von Gewalt gegenüber dem fremden Helden („Jed’ Wesen, das durch Zauber stark, wird ihm des Leibes kleinstes Glied entrissen nur, muss sich alsbald ohnmächtig zeigen, wie es ist!“).
Kurz darauf erblicken sie Elsa auf dem Balkon ihrer Kemenate. Telramund zieht sich auf Drängen seiner Gattin zurück. Ortrud gibt sich scheinbar reuevoll gegenüber Elsa, die kurz vor ihrer Hochzeit steht, und schafft es, Elsas Mitleid zu erregen und in den Palast eingelassen zu werden. Triumphierend ruft sie die „entweihten Götter“ Wodan und Freia um ihren Beistand an. Arglos ist Elsa nur zu gern bereit, allen und auch Ortrud zu verzeihen. In einem vertraulichen Gespräch vor der Pforte deutet Ortrud an, es könne ein dunkles Geschick sein, aus dem heraus der Fremde gezwungen sei, seinen Namen zu verbergen. Elsa weist allen Zweifel von sich und nimmt Ortrud zu sich in den Palast.
Ein musikalisches Zwischenspiel leitet über zum Tagesanbruch. Von den Türmen ertönen Trompetensignale. Der Heerrufer des Königs ruft die Brabanter zusammen und verkündet, dass Telramund, wie es die Gesetze erfordern, „weil untreu er den Gotteskampf gewagt“, in Acht und Bann gefallen sei. Der „fremde, gottgesandte Mann“ aber soll mit dem Herzogtum Brabant belehnt werden: „Doch will der Held nicht Herzog sein genannt; ihr sollt ihn heißen ‚Schützer von Brabant‘ “. Der Heerrufer kündigt an, dass der Fremde sich noch am selben Tage mit Elsa vermählen werde, um am nächsten Tag die Brabanter anzuführen und König Heinrich auf dem Kriegszug zu folgen.
Am Rande der Szene äußern vier brabantische Edle ihren Missmut über die Beteiligung an Heinrichs Feldzug gegen eine weit entfernte Bedrohung. Telramund taucht auf und teilt mit, dass er den Fremden am Feldzug hindern könne und dass dieser das Gottesgericht durch einen Zauber verfälscht habe. Die vier Edlen ziehen Telramund in die Kirche.
Aus der Burg bewegt sich der Brautzug mit Elsa auf das Münster zu. Er hat gerade die Stufen vor dem Portal erreicht, da vertritt Ortrud Elsa den Weg und verlangt den Vortritt für sich mit der Begründung, dass sie einem geachteten Geschlecht entstamme, während Elsa noch nicht einmal in der Lage sei, den Namen ihres Gatten zu nennen. Elsa weist sie unter Hinweis auf die Reichsacht, der ihr Gatte verfallen sei, zurück. König Heinrich erscheint mit dem Fremden, und Ortrud muss vor diesem zurückweichen.
Der Hochzeitszug ordnet sich erneut; da erscheint der geächtete Telramund und klagt den Fremden des Zaubers an, aber die Klage wird abgewiesen. Der Geächtete redet auf Elsa ein, die verbotene Frage zu stellen, doch Elsa ringt sich zu einem erneuten Vertrauensbeweis gegenüber ihrem Helden durch. Der Hochzeitszug zieht mit dem Fremden und der verunsicherten Elsa ins Münster ein.

### Dritter Aufzug
Das frischvermählte Paar zieht unter Gesang in das Brautgemach ein (Brautmarsch „Treulich geführt“). Es kommt zum ersten vertraulichen Gespräch der beiden. Elsa sagt, dass sie auch dann zum unbekannten Gatten halten würde, wenn Ortruds Verdacht zuträfe. Dieser möchte sie beruhigen und weist auf seine hohe Herkunft hin, die er für sie aufgab („Das einz’ge, was mein Opfer lohne, muss ich in Deiner Lieb’ ersehn“ und „aus Glanz und Wonne komm’ ich her“), was Elsa erst recht befürchten lässt, ihm nicht zu genügen und ihn eines Tages zu verlieren. Und so fragt sie den Ritter nach seinem Namen. In diesem Moment dringt Telramund in das Gemach ein. Es kommt zu einem Kampf, in dessen Verlauf Telramund vom Fremden erschlagen wird.
In der letzten Szene ist das Volk versammelt, um das versammelte Heer und König Heinrich zu verabschieden. Die vier Edlen bringen den Leichnam Telramunds vor den König. Der Fremde klagt Telramund des Hinterhaltes und Elsa der Untreue an. Sie habe ihm die verbotene Frage nach seinem Namen und seiner Herkunft gestellt, und er müsse sie nun beantworten. Er könne daher weder als Gatte noch als Heerführer in Brabant bleiben. Dann schildert er seine Herkunft. Er erzählt vom Gralspalast Montsalvat und der göttlichen Kraft, die den Hütern des Grals gegeben werde, solange sie unerkannt für das Recht kämpften. Wenn sie aber erkannt würden, müssten sie die von ihnen Beschützten verlassen. Er selbst sei der Sohn des Gralskönigs Parzival, und sein Name sei Lohengrin:
„In fernem Land, unnahbar euren Schritten,

liegt eine Burg, die Monsalvat genannt;

ein lichter Tempel stehet dort inmitten,

so kostbar als auf Erden nichts bekannt;

drin ein Gefäß von wundertät’gem Segen

wird dort als höchstes Heiligtum bewacht.

Es ward, dass sein der Menschen reinste pflegen,

herab von einer Engelschar gebracht.

Alljährlich naht vom Himmel eine Taube,

um neu zu stärken seine Wunderkraft:

Es heißt der Gral, und selig reinster Glaube

erteilt durch ihn sich seiner Ritterschaft.

Wer nun dem Gral zu dienen ist erkoren,

den rüstet er mit überirdischer Macht;

an dem ist jedes Bösen Trug verloren,

wenn ihn er sieht, weicht dem des Todes Nacht;

selbst wer von ihm in ferne Land entsendet,

zum Streiter für der Tugend Recht ernannt,

dem wird nicht seine heil’ge Kraft entwendet,

bleibt als sein Ritter dort er unerkannt.

So hehrer Art doch ist des Grales Segen,

enthüllt muss er des Laien Auge fliehn;

des Ritters drum sollt Zweifel ihr nicht hegen,

erkennt ihr ihn – dann muss er von euch ziehn.

Nun hört, wie ich verbot’ner Frage lohne:

Vom Gral ward ich zu euch daher gesandt:

Mein Vater Parzival trägt seine Krone,

Sein Ritter ich – bin Lohengrin genannt.“
Der König werde aber auch ohne ihn die Ungarn besiegen.
„Doch, großer König, lass mich Dir weissagen: Dir Reinem ist ein großer Sieg verliehn.“
An Elsa gewandt berichtet Lohengrin weiter, dass es nur eines Jahrs bedurft hätte, und Gottfried wäre nach Brabant zurückgekehrt.
Trotz Elsas Flehen und des Königs Drängen kann Lohengrin nicht bleiben. Der Schwan mit dem Boot kehrt zurück und nimmt Lohengrin mit sich. In schrecklichem Triumph ruft Ortrud aus, sie habe den Schwan wohl als den verschwundenen Gottfried erkannt, den sie selbst verzaubert habe.
„Am Kettlein, das ich um ihn wand, ersah ich wohl, wer jener Schwan: es ist der Erbe von Brabant!“
Auf Lohengrins Gebet wird Gottfried bereits jetzt, noch vor Ablauf der Jahresfrist, erlöst. Der Kahn, in dem Lohengrin unendlich traurig (Regieanweisung) scheidet, entfernt sich. Ortrud sinkt bei Gottfrieds Anblick mit einem Schrei zu Boden. Elsa sinkt entseelt in Gottfrieds Armen ebenfalls zu Boden, das Volk (Chor) gibt sein Entsetzen „Weh!“ kund.

## Entstehung

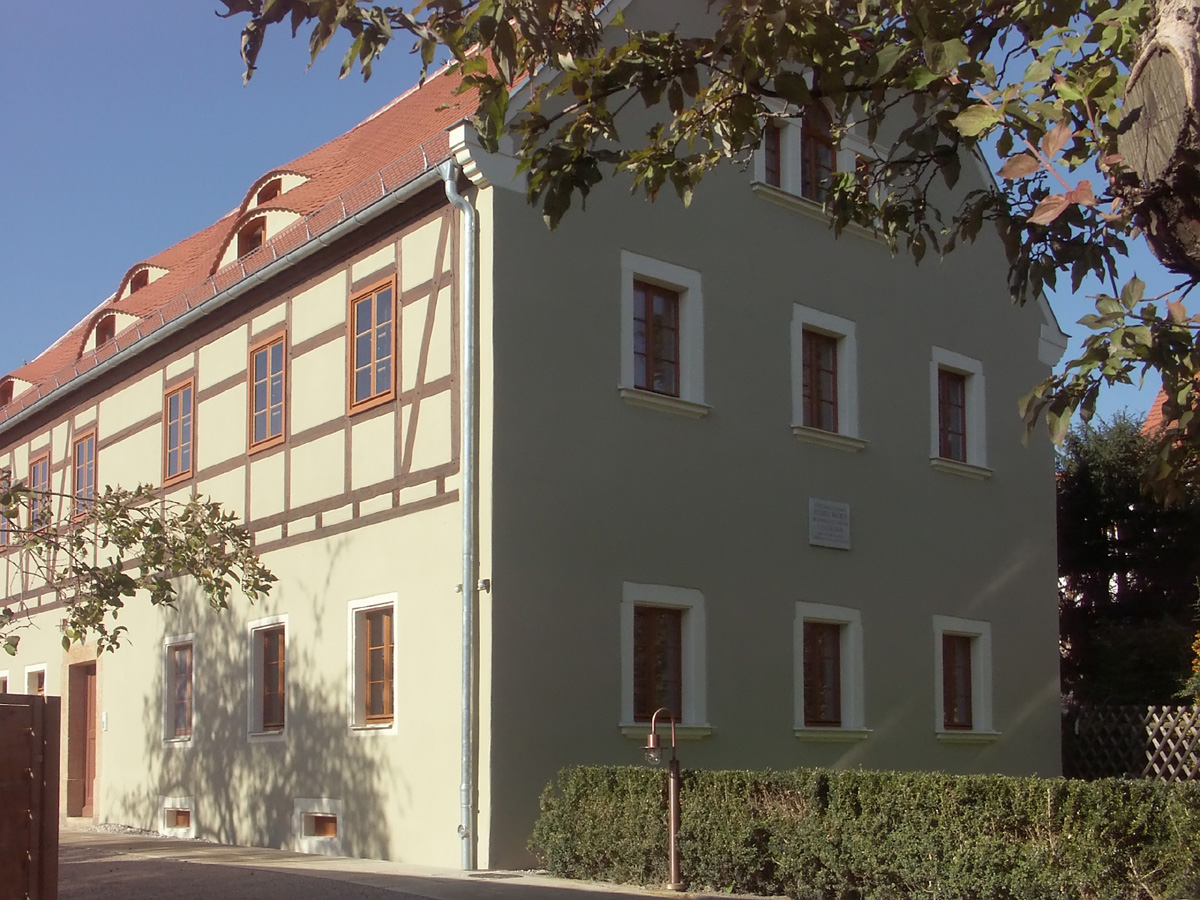
Das Lohengrinhaus in Graupa

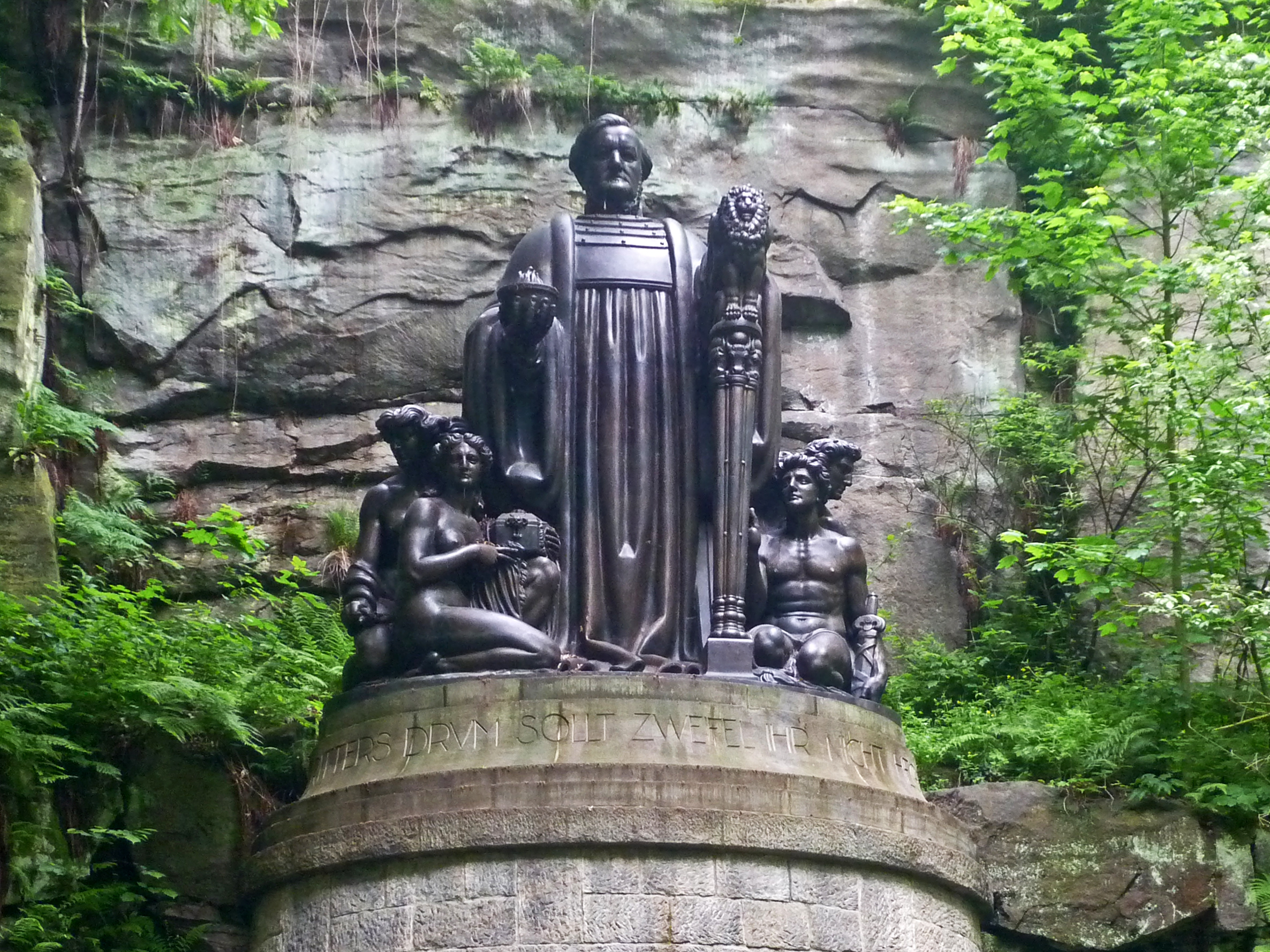
Denkmal im Liebethaler Grund

Die erste Idee zur Oper kam Wagner 1842 in Paris: Durch eine Abhandlung von C.T.L. Lucas über den Sängerkrieg auf der Wartburg wurde er auch auf das Lohengrin-Epos und die damit verbundene Parzival-Dichtung Wolframs von Eschenbach aufmerksam. Einzelne Züge des Werks entnahm Wagner auch anderen Quellen. So ist der Konflikt zwischen Elsa und Ortrud vor dem Münster dem Streit der beiden Königinnen im Nibelungenlied nachgebildet und das Frageverbot der griechischen Mythologie entliehen (Zeus, Semele). Im Sommer 1845, während eines Kuraufenthalts in Marienbad, schrieb Wagner den Entwurf zur Oper nieder und begann sofort mit der Ausarbeitung des Textbuchs. Im Mai 1846 ging er an die musikalische Arbeit, die Kompositionsskizze war bereits Ende Juli beendet, die vollständige Partitur des Werks wurde am 28. April 1848 abgeschlossen. Um Ruhe für die Komposition zu haben, zog sich Wagner, der damals noch Hofkapellmeister in Dresden war, zwischenzeitlich für einige Wochen in das Schäfer’sche Gut, ein typisch sächsisches Großbauernhaus dieser Zeit, in Graupa nahe der Stadt Pirna zurück. Während unbeschwerter Wanderungen in der Natur, u. a. ins nahe Liebethal, fand er Ruhe und Ablenkung von seinen materiellen Sorgen.
Maria Theresia Löw, zu der er in seiner Jugend eine schwärmerische Zuneigung entwickelt hatte und die er bei ihren Gesangsstudien am Klavier begleitete, vermittelte die Prager Erstaufführung des Lohengrin 1856 im Ständetheater, wo 1854 auch schon die des Tannhäuser stattgefunden hatte. Im Schäfer’schen Gut wurde schon 1907 ein Wagner-Museen eingerichtet und ein weiteres 2011 im nahe gelegenen Jagdschloss. Im Liebethaler Grund wurde 1932/33 nach einem Entwurf von Richard Guhr das größte Wagner-Denkmal errichtet.

## Historischer Hintergrund und Deutungshinweise
Lohengrin ist das letzte Werk Wagners, das die Gattungsbezeichnung „Romantische Oper“ trägt, und nur in ihm kollidieren Geschichte und Mythos unmittelbar miteinander. Das mythische Geschehen ist in eine historische Rahmenhandlung eingebettet und genau auf das Jahr 933 datierbar, in dem König Heinrich I. bei Ritteburg an der Unstrut die Ungarn besiegte. Heinrichs Ansprache im 1. Akt bezieht sich auf die von Widukind von Corvey überlieferte Rede des Königs an das sächsische Volk. Wagner hat sie nach Antwerpen verlegt, um das historische Geschehen mit der Legende vom Schwanenritter verbinden zu können, deren Ursprung im Niederrheinischen liegt. Ein Herzogtum Brabant hat es damals noch nicht gegeben, wohl aber eine gleichnamige Gaugrafschaft. Da Heinrich I. bei diesem Feldzug alle zerstrittenen ostfränkischen Stämme einigen konnte, wurde er zu Wagners Zeit von der liberal-demokratischen Nationalbewegung als Wegbereiter eines geeinten Deutschen Reichs verehrt und gegen die reaktionäre Politik Metternichs in Stellung gebracht.
Da Wagner auf radikal-demokratischer Seite 1848/49 an der Revolution in Dresden teilnahm, ist dieser Zusammenhang ein Schlüssel zur Deutung der Oper, ebenso wie Wagners theoretische Schriften, die zeitgleich mit dem Lohengrin entstanden sind. So findet sich die Vermischung von Mythos und Geschichte schon in der Schrift Die Wibelungen. Weltgeschichte aus der Sage (1848), in welcher Wagner die damals aktuelle indogermanische Sprachforschung rezipierte. In den „Wibelungen“ dienen mythische Überlieferungen nicht als Ausgangspunkt für die Rekonstruktion historischer Ereignisse, sondern die historischen Ereignisse sind umgekehrt nur das Rohmaterial, mit dessen Hilfe Wagner zum überzeitlichen, mythischen Kern des „Reinmenschlichen“ durchdringen will. Außerdem versucht er dort einen paradoxen, nämlich „kosmopolitischen“ Nationalismus bei den Deutschen nachzuweisen: in den Deutschen habe sich das Übernationale, das „Reinmenschliche“ am reinsten erhalten, weshalb Wagner sich gerade von den Deutschen im Vorfeld der Revolution die Regeneration Europas versprach.
Des Weiteren gehört Wagners Dramenentwurf Jesus von Nazareth in das gedankliche Umfeld des Lohengrin, denn hier wird der „historische Jesus“ vom „Christus des Glaubens“ getrennt und erhält einen revolutionären Anstrich. Ludwig Feuerbachs materialistische Schrift Das Wesen des Christentums und David Friedrich Strauß’ Das Leben Jesu waren hier seine Stichwortgeber. Aus dieser Perspektive muss die christliche Symbolik des Lohengrin gesehen werden: Wagner stellt die christlichen Symbole (z. B. den Gral) den heidnischen Mythen gleichwertig an die Seite, sie sind wie bei Feuerbach von der Sehnsucht projizierte Urbilder der gesamten Menschheit. 1853 erläuterte Wagner das Lohengrin-Vorspiel und die Entstehung des Gralsmythos dementsprechend als Projektionsfläche menschlicher Sehnsüchte „aus der öden Sorge für Gewinn und Besitz, der einzigen Anordnerin alles Weltverkehrs ...“
Wagner vermischt die romantische Indologie, die materialistische Religionskritik Feuerbachs, die angebliche Sonderrolle des deutschen „Urvolks“ (so hieß es schon bei Fichte und „Turnvater“ Jahn) und die Kapitalismuskritik des Vormärz (Wilhelm Weitling, Karl Marx und Friedrich Engels): Der Kapitalismus, egoistisches Machtstaatsdenken und das von der historischen Entwicklung angeblich deformierte Christentum haben in den Schriften Wagners aus dieser Zeit zu dem Zustand geführt, dessen Entsprechung im Lohengrin die politische Krise ist, die der Zuschauer zu Beginn der Oper in dem führungslos gewordenen Herzogtum Brabant vorfindet. Sie macht das politische Eingreifen Heinrichs I. und das mythische Eingreifen des Schwanenritters nötig. Letzterer ist bei ihm keine rundum positive Figur und scheitert an einer von Ortrud eingefädelten Intrige – ähnlich wie vor ihm schon der Volksheld Rienzi. Das lässt auf den politischen Pessimismus des zukünftigen Revolutionärs Wagner schließen. Ortrud mag mit ihrem archaischen Götterglauben ein Sinnbild der politischen Reaktion im Vormärz darstellen, Elsas bzw. Lohengrins Scheitern nimmt das Scheitern der politischen Utopien von 1848/49 voraus.

## Spieldauer (am Beispiel der Bayreuther Festspiele)
Bei den Bayreuther Festspielen war es üblich, die Länge der einzelnen Aufzüge zu dokumentieren, jedoch wurden dort nicht alle Jahre erfasst. Einfluss auf die Dauer hatten auch die Art der Stimme und das Temperament der Sänger. Die hier genannten Zeiten umfassen nur Aufführungen, für die alle drei Akte dokumentiert wurden.
| Lohengrin      | 1. Akt      | 1. Akt                       | 2. Akt      | 2. Akt              | 3. Akt      | 3. Akt                    | Gesamtdauer | Gesamtdauer   |
| -------------- | ----------- | ---------------------------- | ----------- | ------------------- | ----------- | ------------------------- | ----------- | ------------- |
| Lohengrin      | Std.        | Dirigent                     | Std.        | Dirigent            | Std.        | Dirigent                  | Std.        | Dirigent      |
| Kürzeste Dauer | 0:58        | Alberto Erede Silvio Varviso | 1:13        | Wolfgang Sawallisch | 0:55        | Alberto Erede             | 3:07        | Alberto Erede |
| Längste Dauer  | 1:16        | Felix Mottl                  | 1:29        | Heinz Tietjen       | 1:12        | Felix Mottl Heinz Tietjen | 3:52        | Heinz Tietjen |
| Spannweite *   | 0:18 (31 %) | 0:18 (31 %)                  | 0:16 (22 %) | 0:16 (22 %)         | 0:17 (31 %) | 0:17 (31 %)               | 0:45 (24 %) | 0:45 (24 %)   |

* Wegen Inszenierung unterschiedlicher Fassungen nicht immer repräsentativ. Prozentangaben beziehen sich auf die kürzeste Dauer.

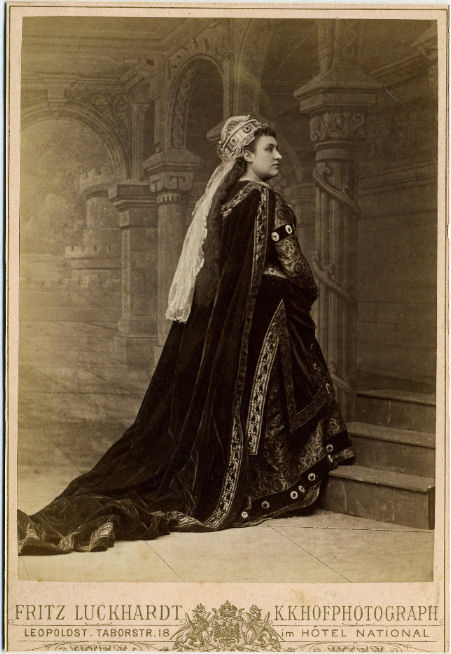
Amalie Materna als Ortrud, Wien um 1885

| Jahr | Dirigent            | 1. Akt | 2. Akt | 3. Akt | Gesamtdauer |
| ---- | ------------------- | ------ | ------ | ------ | ----------- |
| 1894 | Felix Mottl         | 1:10   | 1:22   | 1:09   | 3:41        |
| 1894 | Felix Mottl         | 1:08   | 1:25   | 1:12   | 3:45        |
| 1894 | Felix Mottl         | 1:11   | 1:23   | 1:06   | 3:40        |
| 1908 | Siegfried Wagner    | 1:09   | 1:23   | 1:08   | 3:40        |
| 1908 | Siegfried Wagner    | 1:07   | 1:20   | 1:05   | 3:32        |
| 1936 | Wilhelm Furtwängler | 1:01   | 1:19   | 1:05   | 3:25        |
| 1937 | Heinz Tietjen       | 1:11   | 1:29   | 1:12   | 3:52        |
| 1953 | Joseph Keilberth    | 1:06   | 1:22   | 1:07   | 3:35        |
| 1954 | Eugen Jochum        | 1:04   | 1:21   | 1:05   | 3:30        |
| 1954 | Eugen Jochum        | 1:02   | 1:20   | 1:03   | 3:25        |
| 1958 | André Cluytens      | 1:02   | 1:15   | 1:00   | 3:17        |
| 1959 | Lovro von Matačić   | 1:04   | 1:21   | 1:03   | 3:28        |
| 1959 | Heinz Tietjen       | 1:03   | 1:21   | 1:03   | 3:27        |
| 1960 | Ferdinand Leitner   | 1:03   | 1:15   | 1:03   | 3:21        |
| 1960 | Lorin Maazel        | 1:02   | 1:17   | 1:01   | 3:20        |
| 1962 | Wolfgang Sawallisch | 0:59   | 1:13   | 0:58   | 3:10        |
| 1967 | Rudolf Kempe        | 1:02   | 1:23   | 1:00   | 3:25        |
| 1967 | Berislav Klobučar   | 1:00   | 1:20   | 0:59   | 3:19        |
| 1968 | Alberto Erede       | 0:58   | 1:14   | 0:55   | 3:07        |
| 1971 | Silvio Varviso      | 0:58   | 1:19   | 1:01   | 3:18        |

## Einspielungen (Auswahl)
Tonaufnahmen
- Arthur Bodanzky, 1935. Lauritz Melchior (Lohengrin), Lotte Lehmann (Elsa), Friedrich Schorr (Telramund), Marjorie Lawrence (Ortrud), Emanuel List (König Heinrich) – Chor und Orchester der Metropolitan Opera New York (Gebhard)
- Heinz Tietjen, 1936. Heinrich der Vogler, deutscher König: Josef von Manowarda – Lohengrin: Franz Völker – Elsa von Brabant: Maria Müller – Friedrich von Telramund: Jaro Prohaska – Ortrud: Margarete Klose – Chor und Orchester der Bayreuther Festspiele
- Robert Heger, 1942. Franz Völker (Lohengrin), Maria Müller (Elsa), Jaro Prohaska (Telramund), Margarete Klose (Ortrud), Ludwig Hofmann (König Heinrich) – Chor der Staatsoper Berlin, Berliner Staatskapelle (Preiser Records)
- Richard Kraus, 1951. Peter Anders (Lohengrin), Trude Eipperle (Elsa), Karl Kronenberg (Telramund), Helena Braun (Ortrud), Josef Greindl (König Heinrich), Günther Ambrosius (Heerrufer) – Kölner Rundfunk-Sinfonie-Orchester und Kölner Rundfunk-Chor (MYTO RECORDS)
- Wilhelm Schüchter, 1953. Heinrich der Vogler, deutscher König: Gottlob Frick – Lohengrin: Rudolf Schock – Elsa von Brabant: Maud Cunitz – Friedrich von Telramund: Josef Metternich – Ortrud: Margarete Klose – Der Heerrufer: Horst Günter – Männerchor des WDR, Chor und Sinfonieorchester des NDR. ADD
- Joseph Keilberth, 1953. Heinrich der Vogler, deutscher König: Josef Greindl – Lohengrin: Wolfgang Windgassen – Elsa von Brabant: Eleanor Steber – Friedrich von Telramund: Hermann Uhde – Ortrud: Astrid Varnay – Der Heerrufer: Hans Braun – Chor und Orchester der Bayreuther Festspiele
- Eugen Jochum, 1954. Heinrich der Vogler, deutscher König: Theo Adam – Lohengrin: Wolfgang Windgassen – Elsa von Brabant: Birgit Nilsson – Friedrich von Telramund: Hermann Uhde – Ortrud: Astrid Varnay – Der Heerrufer: Dietrich Fischer-Dieskau – Chor und Orchester der Bayreuther Festspiele. ADD
- André Cluytens, 1958. Heinrich der Vogler, deutscher König: Kieth Engen – Lohengrin: Sándor Kónya – Elsa von Brabant: Leonie Rysanek – Friedrich von Telramund: Ernest Blanc – Ortrud: Astrid Varnay – Der Heerrufer: Eberhard Waechter – Chor und Orchester der Bayreuther Festspiele. ADD
- Rudolf Kempe, 1964. Heinrich der Vogler, deutscher König: Gottlob Frick – Lohengrin: Jess Thomas – Elsa von Brabant: Elisabeth Grümmer – Friedrich von Telramund: Dietrich Fischer-Dieskau – Ortrud: Christa Ludwig – Der Heerrufer: Otto Wiener – Chor der Wiener Staatsoper, Wiener Philharmoniker. ADD
- Erich Leinsdorf, 1965. Heinrich der Vogler, deutscher König: Jerome Hines – Lohengrin: Sándor Kónya – Elsa von Brabant: Lucine Amara – Friedrich von Telramund: William Dooley – Ortrud: Rita Gorr – Der Heerrufer: Calvin Marsh – Boston Chorus Pro Musica, Alfred Nash Patterson, Boston Symphony Orchestra. ADD
- Rafael Kubelík, 1971. Heinrich der Vogler, deutscher König: Karl Ridderbusch – Lohengrin: James King – Elsa von Brabant: Gundula Janowitz – Friedrich von Telramund: Thomas Stewart – Ortrud: Gwyneth Jones – Der Heerrufer: Gerd Nienstedt – Chor des Bayerischen Rundfunks, Heinz Mende Symphonieorchester des Bayerischen Rundfunks. ADD
- Georg Solti, 1986. König Heinrich: Hans Sotin – Lohengrin: Plácido Domingo – Elsa von Brabant: Jessye Norman – Friedrich von Telramund: Siegmund Nimsgern – Ortrud: Eva Randová – Heerrufer: Dietrich Fischer-Dieskau – Konzertvereinigung Wiener Staatsopernchor, Wiener Philharmoniker. DDD
- Claudio Abbado, 1992. König Heinrich: Kurt Moll – Lohengrin: Siegfried Jerusalem – Elsa von Brabant: Cheryl Studer – Friedrich von Telramund: Hartmut Welker – Ortrud: Waltraud Meier – Heerrufer: Andreas Schmidt – Konzertvereinigung Wiener Staatsopernchor, Wiener Philharmoniker. DDD
- Daniel Barenboim, 1998. König Heinrich: René Pape – Lohengrin: Peter Seiffert – Elsa von Brabant: Emily Magee – Friedrich von Telramund: Falk Struckmann – Ortrud: Deborah Polaski – Der Heerrufer des Königs: Roman Trekel – Chor der Deutschen Staatsoper Berlin, Ernst Stoy, Staatskapelle Berlin.

Ferner wurden die bekanntesten Auszüge von namhaften Dirigenten wie Wilhelm Furtwängler, Hans Knappertsbusch, Herbert von Karajan oder Karl Muck eingespielt.
Videoaufnahmen
- Woldemar Nelsson, Bayreuth 1982. König Heinrich: Siegfried Vogel – Lohengrin: Peter Hofmann – Elsa von Brabant: Karan Armstrong – Friedrich von Telramund: Leif Roar – Ortrud: Elizabeth Connell – Der Heerrufer des Königs: Bernd Weikl – Chor und Orchester der Bayreuther Festspiele – Regie: Götz Friedrich, DVD (Unitel/EuroArts).
- Kent Nagano, Baden-Baden 2006. König Heinrich: Hans-Peter König – Lohengrin: Klaus Florian Vogt – Elsa von Brabant: Solveig Kringelborn – Friedrich von Telramund: Tom Fox – Ortrud: Waltraud Meier – Der Heerrufer des Königs: Roman Trekel – Chöre, Deutsches Symphonie-Orchester Berlin – Regie: Nikolaus Lehnhoff, DVD (Opus Arte).
- Kent Nagano, München 2009. König Heinrich: Christof Fischesser – Lohengrin: Jonas Kaufmann – Elsa von Brabant: Anja Harteros – Friedrich von Telramund: Wolfgang Koch – Ortrud: Michaela Schuster – Der Heerrufer des Königs: Evgeny Nikitin – Bayerische Staatsoper, Bayerisches Staatsorchester – Regie: Richard Jones, DVD und Blu-ray Disc (Decca).

Mit dem Aufkommen von HD-Video wurden auf Datenträgern veröffentlichte Videos weitgehend durch Video-Streaming verdrängt.

## Sonstiges

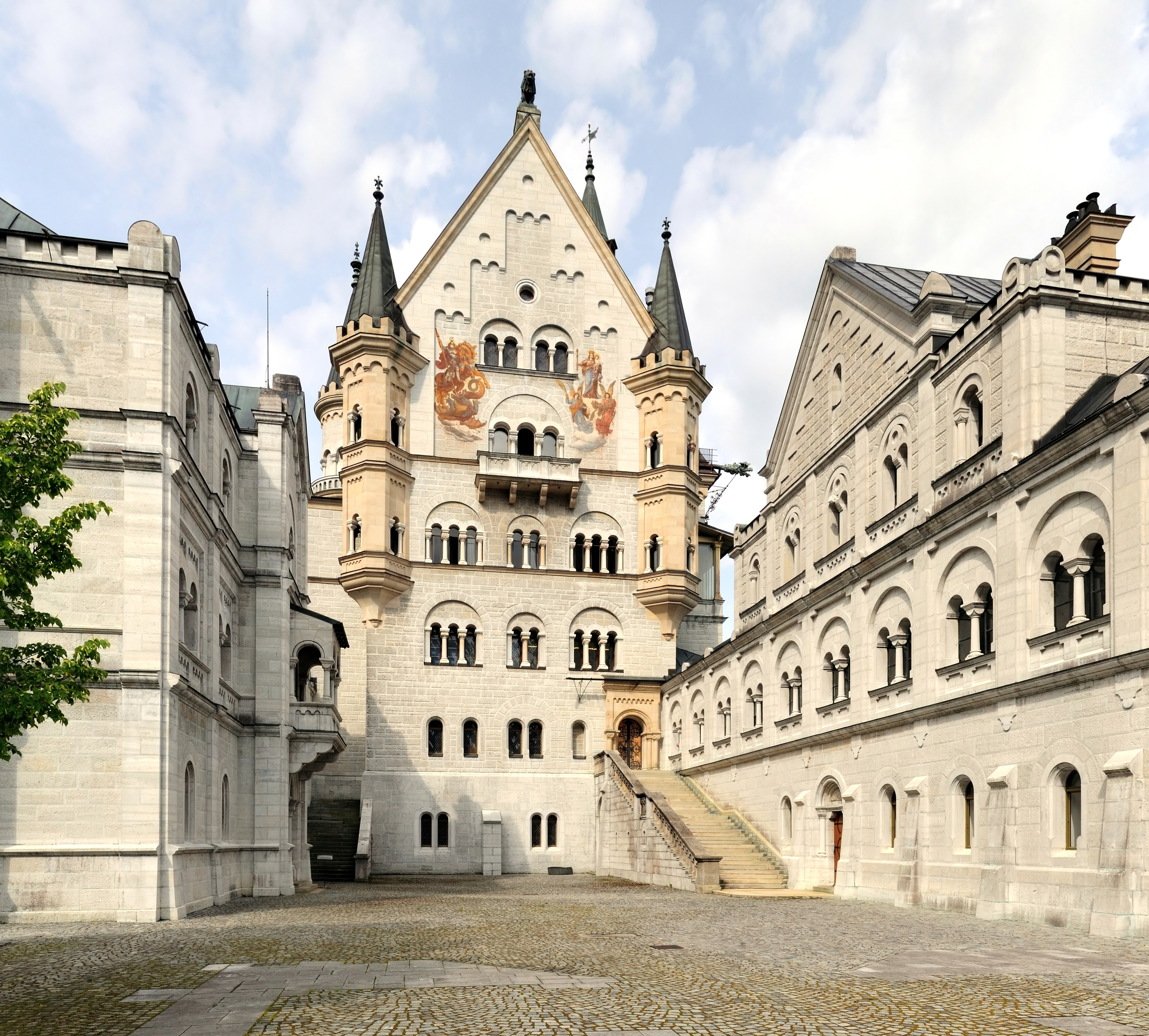
Schloss Neuschwanstein: Innenhof mit Kemenate, Palas und Ritterhaus nach den Regieanweisungen Wagners zum Zweiten Aufzug

Johann Nestroy schrieb die Parodie Lohengrin, die am 31. März 1859 im Wiener Carltheater Premiere hatte. Diese Parodie enttäuschte Publikum und zeitgenössische Kritik, auch neuzeitliche Interpretationen sehen sie eher als eines der schwächsten Werke Nestroys an.
Als König Ludwig II. von Bayern 1869 das Schloss Neuschwanstein von Bühnenbildnern als „Freundschaftstempel für Wagner“ entwerfen ließ, gruppierten sie die Gebäude nach den Regieanweisungen Wagners für die Kulisse der Burg zu Antwerpen zu Beginn des Zweiten Aufzugs: links die Kemenate (mit einem überdachten Balkon für Elsa), mittig der Palas und rechts das Ritterhaus sowie davor die (nie erbaute) Schlosskapelle (anstelle der Kathedrale) um einen engen, rechtwinkligen Hof. Der dritte Aufzug spielt in der Burg, wobei auch im Inneren von Neuschwanstein entsprechende Zitate zu finden sind, und anschließend mit der Volksversammlung wieder davor. So vergegenwärtigte die Architektur des Schlosses kulissenhaft die Lohengrin-Aufzüge.
Wenige Bühnenbild-Fragmente der ersten Lohengrin-Inszenierung der Bayreuther Festspiele im Jahr 1894, geschaffen vom Atelier Max Brückner, haben sich im Bestand der Bayerischen Schlösserverwaltung erhalten. Ein Hintersetzer des 2. Aufzugs (Burg von Antwerpen) ist im Markgräflichen Opernhaus: Welterbe & Museum ausgestellt.
Eine satirische und von Wagner-Gegnern gerne zitierte Beschreibung einer Aufführung der Oper im Nationaltheater Mannheim – „How Wagner Operas Bang Along“ – publizierte Mark Twain 1880 in seinem Reisebericht Bummel durch Europa.
Die Rezeption der Oper durch ein deutsch-nationales Publikum im späten 19. Jahrhundert hat Heinrich Mann im fünften Kapitel seines Romans Der Untertan (1918) persifliert. „[…] tiefer ist nie die Popularität Wagners enthüllt worden als hier an einer ‚Lohengrin‘- Aufführung, die voll witziger Beziehungen zur deutschen Politik strotzt“, schrieb Kurt Tucholsky am 20. März 1919 in der Weltbühne (Nr. 13, S. 317).
Charlie Chaplin verwendet das Vorspiel von Wagners Lohengrin als Untermalung von zwei berühmten Szenen in seinem Film Der große Diktator (1940): beim Tanz des Diktators Hynkel mit der Weltkugel und bei der Schlussansprache des (ebenfalls von Chaplin verkörperten) Friseurs. Beim Tanz mit der Weltkugel bricht die Ouvertüre unvermittelt vor dem Höhepunkt ab, und der Weltkugel-Ballon zerplatzt. Bei der Schlussansprache hingegen erreicht die Ouvertüre ihren Höhepunkt und kommt zu einem musikalisch befriedigenden Abschluss.

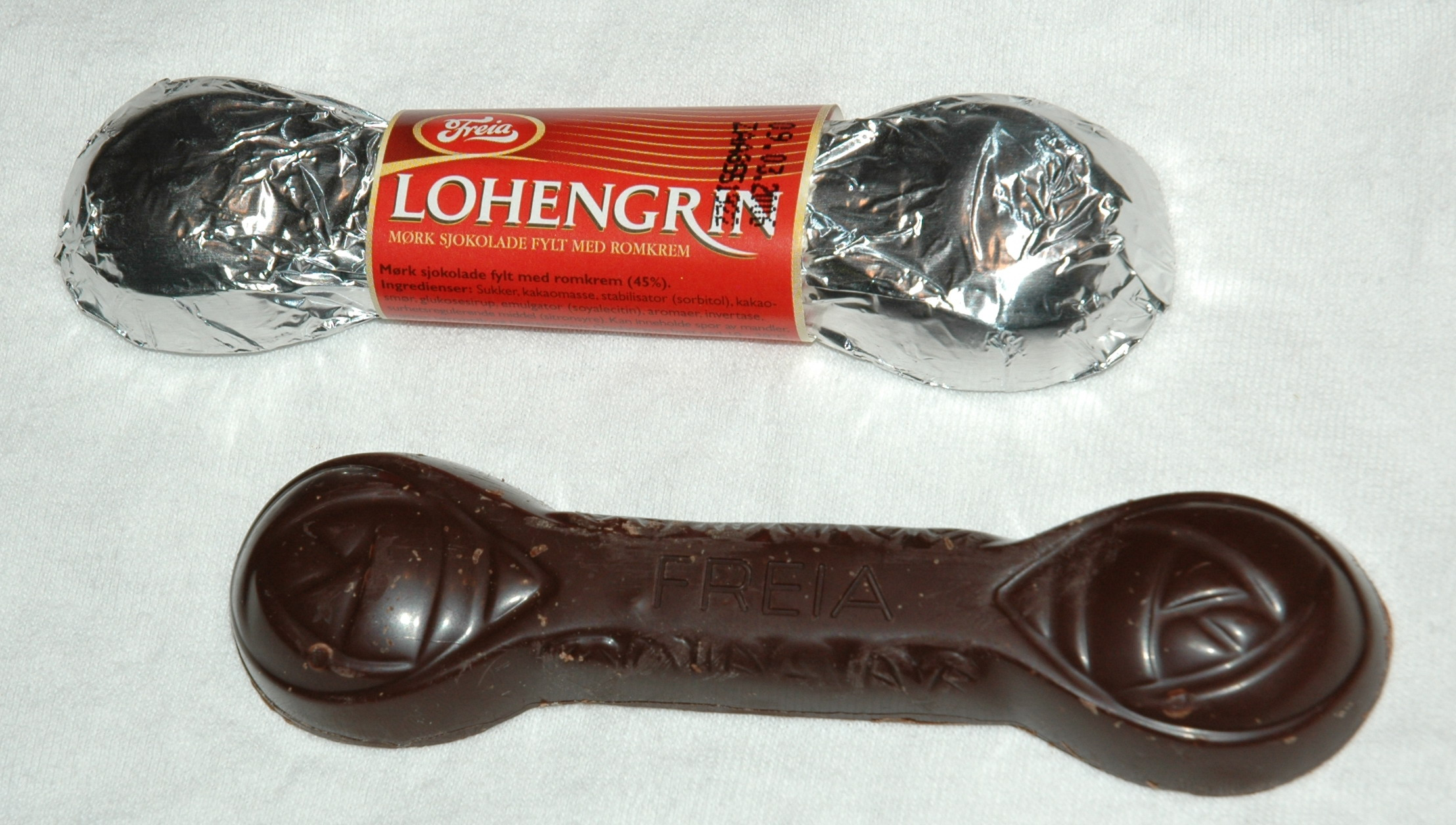
Lohengrin (Schokolade)

Die Oper ist Namensgeber eines in Norwegen sehr bekannten Schokoriegels. Der Riegel gehört zu den am längsten vertriebenen Süßwaren Norwegens und wurde 2009 zu einem nationalen Kulturgut erklärt. 1911 hatte die Firma Freia, deren Name auf eine Gestalt aus der Oper Das Rheingold zurückgeht, anlässlich einer Produktion der Oper am Osloer Nationaltheatret einen Exklusivvertrag mit dem Theater vereinbart. Die Schokolade wurde den Zuschauern der norwegischen Premiere am 7. Dezember 1911 angeboten und als Requisit auf der Bühne verwendet. Bis 1914 wurde die Süßigkeit vertragsgemäß ausschließlich am Nationaltheater verkauft und gelangte erst danach in den allgemeinen Handel.
James Krüss spielt mit der Benennung der Figur Lodengrün in seinem Werk Der Sängerkrieg der Heidehasen auf die Oper an.